# Sinoburius lunaris
Sinoburius lunaris ist eine ausgestorbene Art aus dem Stamm der Gliederfüßer (Arthropoda).

## Merkmale
Sinoburius lunaris war auch ausgewachsen höchstens 12 mm lang. Die Art besaß einen großen Kopfschild, mit großen, möglicherweise gestielten, ovalen Augen. Neben den einfachen Antennen gab es mindestens 4 Paar lange, seitwärts gerichtete, zweiästige Extremitäten am Kopfschild. Der Rumpf bestand aus einem kleineren Tergit am Kopfschildende, sowie 6 größeren, seitlich in nach hinten liegenden Stacheln endenden Tergiten und einem pygidiumähnlichen Tergit mit einem großen, mittig gelegenen Stachel und jeweils 2 seitlich davon gelegenen weiteren Dornen. Eine Art Spindellobus, wie bei den Trilobiten, zog sich vom Kopfschild bis zum Telson.

## Fundort
Von dieser Art wurden nur 5 Exemplare in der Chengjiang-Faunengemeinschaft in China gefunden. In anderen kambrischen Fossillagerstätten ist diese Art nicht bekannt.

## Systematik
Die Art wurde 1991 von Hou Xian-Guang, Lars Ramsköld und Jan Bergström beschrieben. Die Gattung Sinoburius wurde erst wegen ihrer nahen Verwandtschaft mit Cindarella Chen et al., 1996 und Xandarella Hou et al., 1991 in die Familie Xandarellidae Chen et al., 1996 eingeordnet. Hou und Bergström erkannten ihr 1997 ein monotypisch höheres Taxon an: sie stellten sie in die Ordnung Sinoburiida (mit der Familie Sinoburidae), welche sie zusammen mit Xandarellida Chen et al., 1996 in die neue Unterklasse Petalopleura Hou & Bergström, 1997 stellten.